# Duke Burrell
Duke Burrell (* 9. Juli 1920 in New Orleans; † 5. August 1993 in Los Angeles) war ein US-amerikanischer Jazzpianist, Komponist, Arrangeur und Bandleader.
Duke Burrell arbeitete im Laufe seiner Karriere u. a. mit Louis Jordan (1973), Johnny Otis und wirkte 1976 bei Barney Bigards letzten Aufnahmen mit. In späteren Jahren leitete er eigene Formationen; 1974/75 spielte Sammy Rimington in seiner Band Louisiana Shakers. Er wirkte im Bereich des Jazz 1973–1976 bei vier Aufnahmesessions mit,